# Le Peuplier Military Cemetery
Le Peuplier Military Cemetery is een Britse militaire begraafplaats met gesneuvelden uit de Eerste Wereldoorlog, gelegen in de Franse gemeente Kaaster in het Noorderdepartement. De begraafplaats ligt bijna twee kilometer ten westen van het dorpscentrum, bij het gehucht Le Peuplier. De begraafplaats werd ontworpen door John Truelove en wordt onderhouden door de Commonwealth War Graves Commission. Centraal vooraan staat het Cross of Sacrifice. Er worden 106 gesneuvelden herdacht.

## Geschiedenis
De begraafplaats werd gebruikt tijdens het Duitse lenteoffensief van 1918. Gevechtseenheden begroeven hier van mei tot eind augustus 1918 hun gesneuvelden. Er liggen 61 Britse en 45 Australische doden. Voor één Brit werd een Special Memorial opgericht omdat zijn graf hier niet meer teruggevonden werd.

## Onderscheiden militairen
- sergeant T. Biggert en de soldaten David Tough Horsefield Naylor Aitken, David McFarlane en Walter Lorne Pattison ontvingen de Military Medal (MM).

## Trivia
De grafzerken hebben een afwijkende kleur (roze) omdat men Robin Hood Limestone heeft gebruikt in plaats van de gebruikelijke Portland Limestone (Portlandsteen).